# 甘霖 (主教)
甘霖（法語：Edouard Gabriel Quint，1905年—1994年5月20日）是法籍天主教方濟會會士，後來到中國傳教，1950年1月27日任命為山東威海衛監牧。1951年被囚禁于上海，1954年被驱逐，前往台湾。1958年，獲郭若石總主教邀請，出任桃園縣楊梅總鐸，為楊梅地區服務。1970年2月24日，出任第一任澎湖宗座署理，至1976年4月13日辭職。1994年5月20日病逝於桃園。

## 外部連結
- 甘霖兄弟生平 （页面存档备份，存于）